# 殷人东渡美洲论
殷人东渡美洲论是一些中外学者提出的假说，将奥尔梅克文明之出现和商朝被周武王所灭时商族人军民渡海联系起来。

## 观点
美国学者麦克·D·科在一篇1967年发表的论文《圣洛伦佐与奥尔梅克文明》中指出拉文塔的奥尔梅克文明有很强烈的殷商影响。在他於1968年出版的《美洲的第一个文明》中提出拉文塔出土的奥尔梅克文明在历史上出现的时间，接近中国古代文献中记载的大风暴发生时间，奥尔梅克文明可能来自殷商。
在中国，国学大师罗振玉和王国维最早提出殷人东渡美洲的可能性，后来郭沫若、衛聚賢也相信殷人东渡美洲。
近年美国俄克拉荷马中央州立大学教授许辉的《奥尔梅克文明的起源》和中国学者王大有等的《图说美洲图腾》进一步阐明殷人东渡美洲论的根据：
- 殷商是中国的青铜时代，墨西哥也出土青铜人头像，相貌和华夏人相似。
- 奥尔梅克的玉圭刻着和甲骨文类似的图形，王大有、许辉还根据甲骨文将一些奥尔梅克图形解读。
- 奥尔梅克人跟华夏人一样喜爱玉器。
- 奥尔梅克人的玉器上的虎头图案和商朝玉器上的虎头图案，惊人地相像。

## 反驳
殷人东渡美洲论是近年在考古学、人类学界争论得十分剧烈的课题之一，反对殷人东渡美洲论的有夏鼐、罗荣渠等学者。
有媒體宣稱美国《国家地理》杂志發現某處易洛魁聯盟的莫霍克人有两张鹿皮画《軒轅酋長禮天祈年圖》和《蚩尤风后归墟扶桑植夜图》，證實是易洛魁人是轩辕黄帝族的商胄，並且還有中國學者把圖片放入自己書籍《中国人发现美洲》當引用，但其實是假證據，两幅画都是1991年某歐裔畫家作品，是根据莫哈克文化知识发挥的想象。

## 延伸阅读
- 美洲原住民
- 西学中源说